# Почесна Відзнака Ліги протиповітряної та газової оборони
Почесна Відзнака Ліги протиповітряної та газової оборони (пол. Odznaka Honorowa Ligi Obrony Powietrznej i Przeciwgazowej) також Почесна Відзнака Л.П.Г.О. (пол. Odznaka Honorowa L.O.P.P.) - відзнака Польщі з періоду Другої Республіки Польща, нагорода Ліги протиповітряної та газової оборони. 
Почесна Відзнака Ліги протиповітряної та газової оборони була розділена на три ступені:
1. Золота Почесна Відзнака Л.П.Г.О. 1-го ступеня
2. Срібна Почесна Відзнака Л.П.Г.О. 2-го ступеня
3. Бронзова Почесна Відзнака Л.П.Г.О. 3-го ступеня

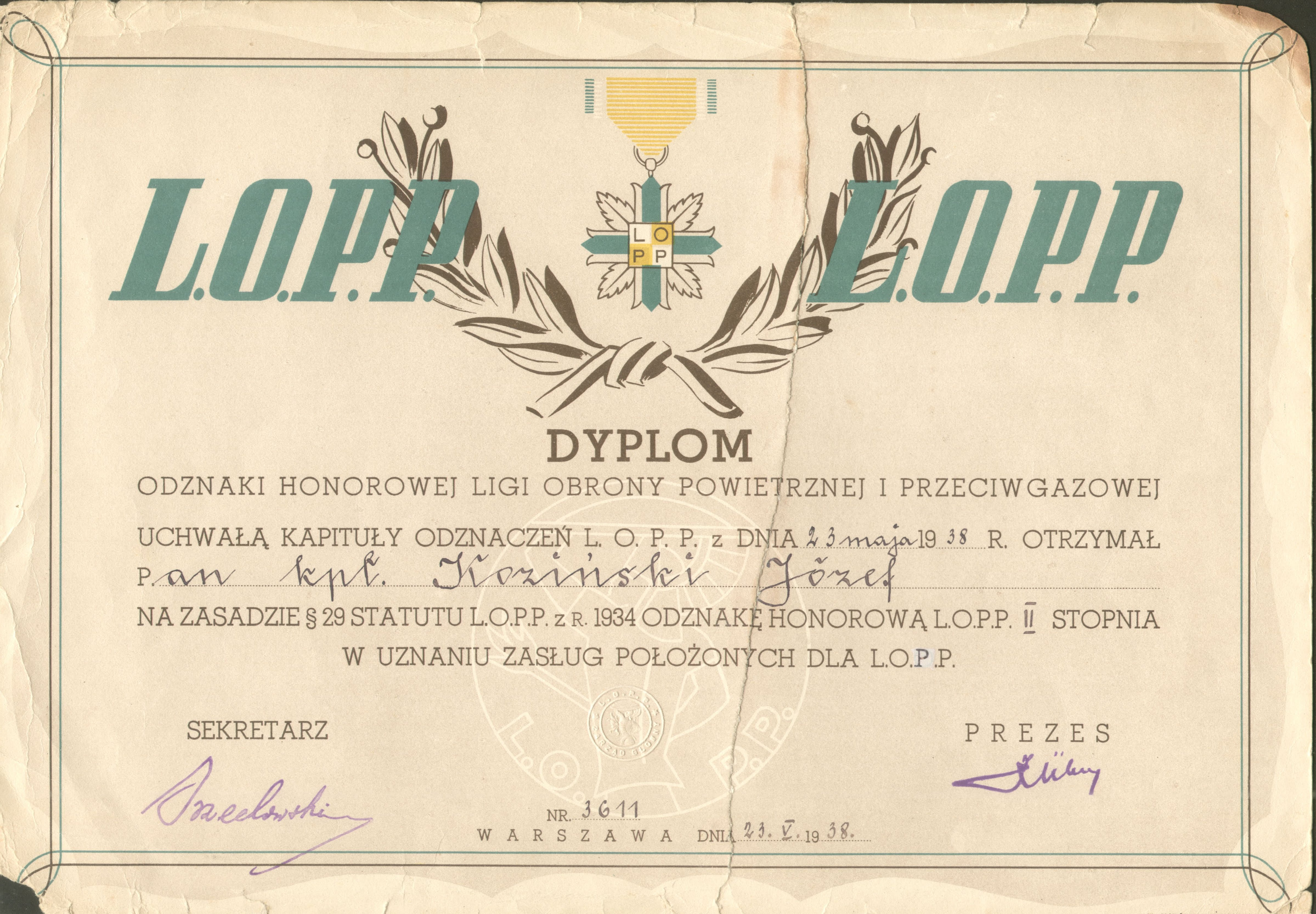
Грамота про нагородження відзнакою ЛПГО Юзефу Козіньському

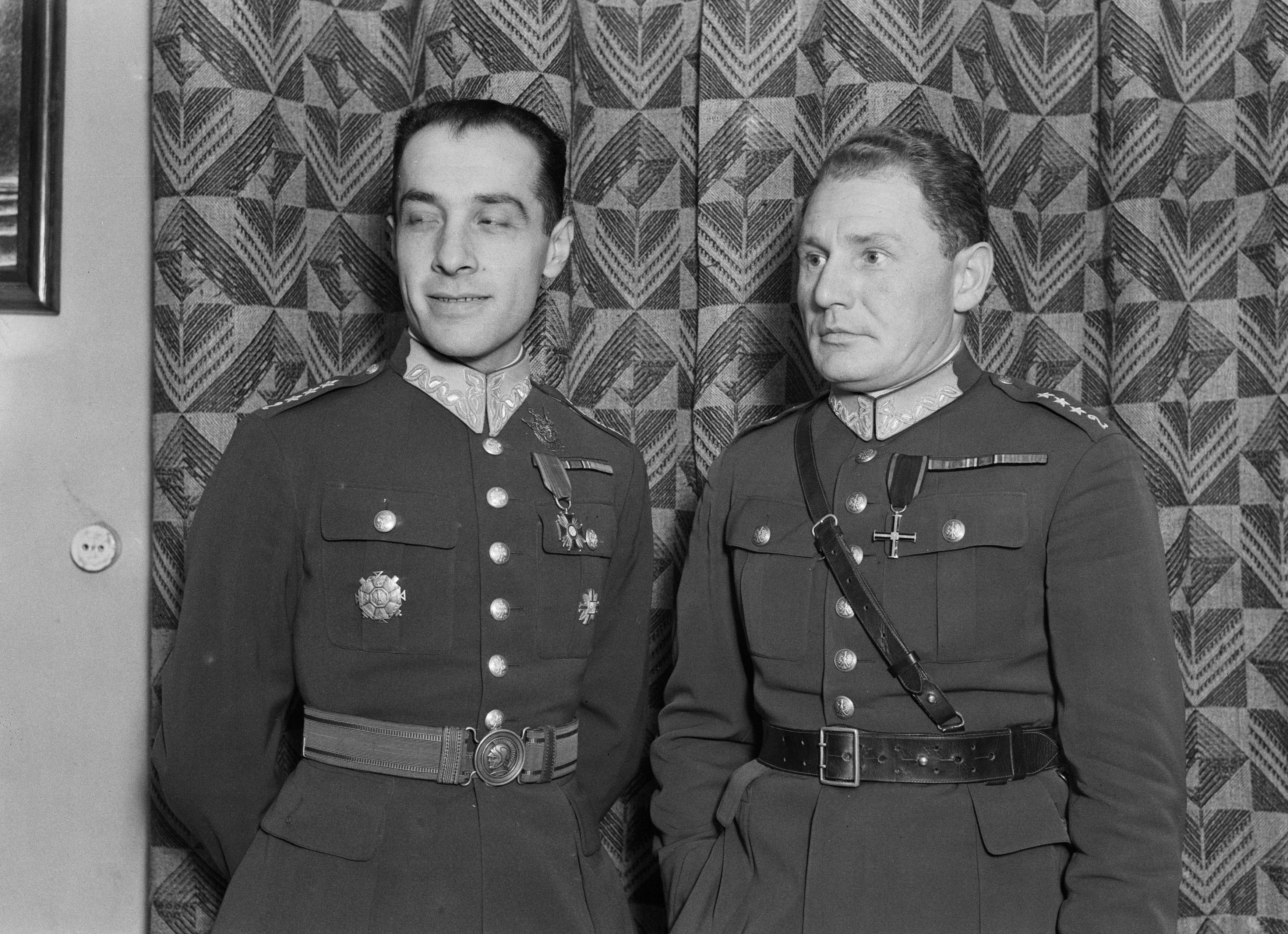
Ліворуч Збігнев Бужинський з Почесною відзнакою Ліги протиповітряної та газової оборони, праворуч - Францішек Гінек

Значок носили на жовтій стрічці із зеленими смужками з боків. У 1933 році Міністр оборони (пол. Ministerstwo Spraw Wojskowych) Юзеф Пілсудський дозволив військовим носити відзнаку на військовому одязі лише за допомогою штифта, а не на стрічці.
Головою Капітули став президент Головної ради ЛПГО, Альфонс Кюн.

## Відзначені
Одностайними постановами Капітули Почесної Відзнаки Ліги протиповітряної та газової оборони від 4 листопада 1933 року стали нагороджені Золотою Почесною Відзнакою ЛПГО Маршал Юзеф Пілсудський (почесний член ЛПГО) та президент Республіки Польща Ігнацій Мосцицький. 
Відзнаку могли призначати більше ніж один раз (Сілезький воєвода Міхал Гражинський був відзначений двічі).